# 美坂哲男
美坂 哲男（みさか てつお、1920年5月18日 - 2003年4月30日）は、日本の作家。

## 生涯
鹿児島県生まれ。東京工業大学で物理科学を専攻し、卒業後に岩波書店に入社。辞典編集や校正業務に携わる。1982年に定年退職後、温泉評論家として多くの著書を出版した。
また、TBS系列の「そこが知りたい」の「各駅停車路線バスの旅」のリポーターを長年務めた。
2003年4月30日、脳梗塞による多臓器不全で死去。82歳没。

## 著書
- 山のいで湯行脚（山と溪谷社、1980年）
- 行ってみたい秘湯100選（家の光協会、1981年）
- 山のいで湯日本百名湯（山と溪谷社、1986年）
- 諸国いで湯案内 1-7（山と溪谷社、1988年-1989年）
- いで湯の山旅 特選紀行（山と溪谷社、1993年）
- 湯けむり極楽紀行（トラベルジャーナル、1996年）
- いで湯行脚三千湯（山と溪谷社、1999年）